# Blakea longibracteata
Blakea longibracteata är en tvåhjärtbladig växtart som beskrevs av Célestin Alfred Cogniaux. Blakea longibracteata ingår i släktet Blakea och familjen Melastomataceae.
Artens utbredningsområde är Venezuela. Inga underarter finns listade i Catalogue of Life.